# Aulonocara
Aulonocara là một chi haplochromine cichlids đặc hữu của hồ Malawi ở Đông Phi. 

## Các loài

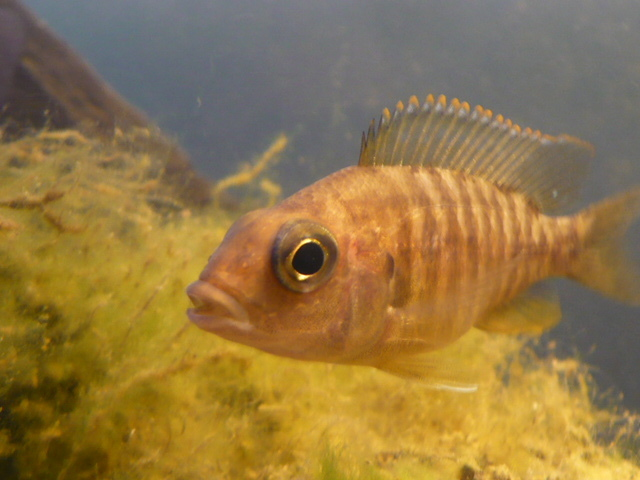
con cái of an unidentified Aulonocara species

Có 22 loài được mô tả:
- Aulonocara aquilonium
- Aulonocara auditor
- Aulonocara baenschi –Nkhomo-benga Peacock
- Aulonocara brevinidus
- Aulonocara brevirostre
- Aulonocara ethelwynnae –Chitande Aulonocara
- Aulonocara gertrudae
- Aulonocara guentheri
- Aulonocara hansbaenschi –Fort Maguire Aulonocara
- Aulonocara hueseri –Night Aulonocara
- Aulonocara jacobfreibergi –Freiberg's Peacock, Eureka Red Peacock, Fairy Cichlid
- Aulonocara koningsi Tawil, 2003
- Aulonocara korneliae –Chizumulu Aulonocara
- Aulonocara macrochir
- Aulonocara maylandi –Sulfurhead Peacock, Sulfurhead Aulonocara
  - Aulonocara maylandi kandeensis Tawil & Allgayer, 1987 –Blue Orchid Aulonocara
- Aulonocara nyassae –Emperor Cichlid
- Aulonocara rostratum
- Aulonocara saulosi –Greenface Aulonocara
- Aulonocara steveni –Pale Usisya Aulonocara
- Aulonocara stonemani
- Aulonocara stuartgranti –Flavescent Peacock
- Aulonocara trematocephalum (Boulenger, 1901)

## Hình ảnh

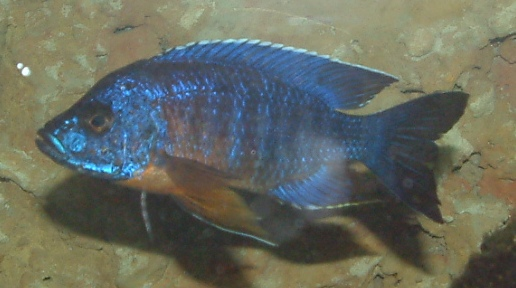
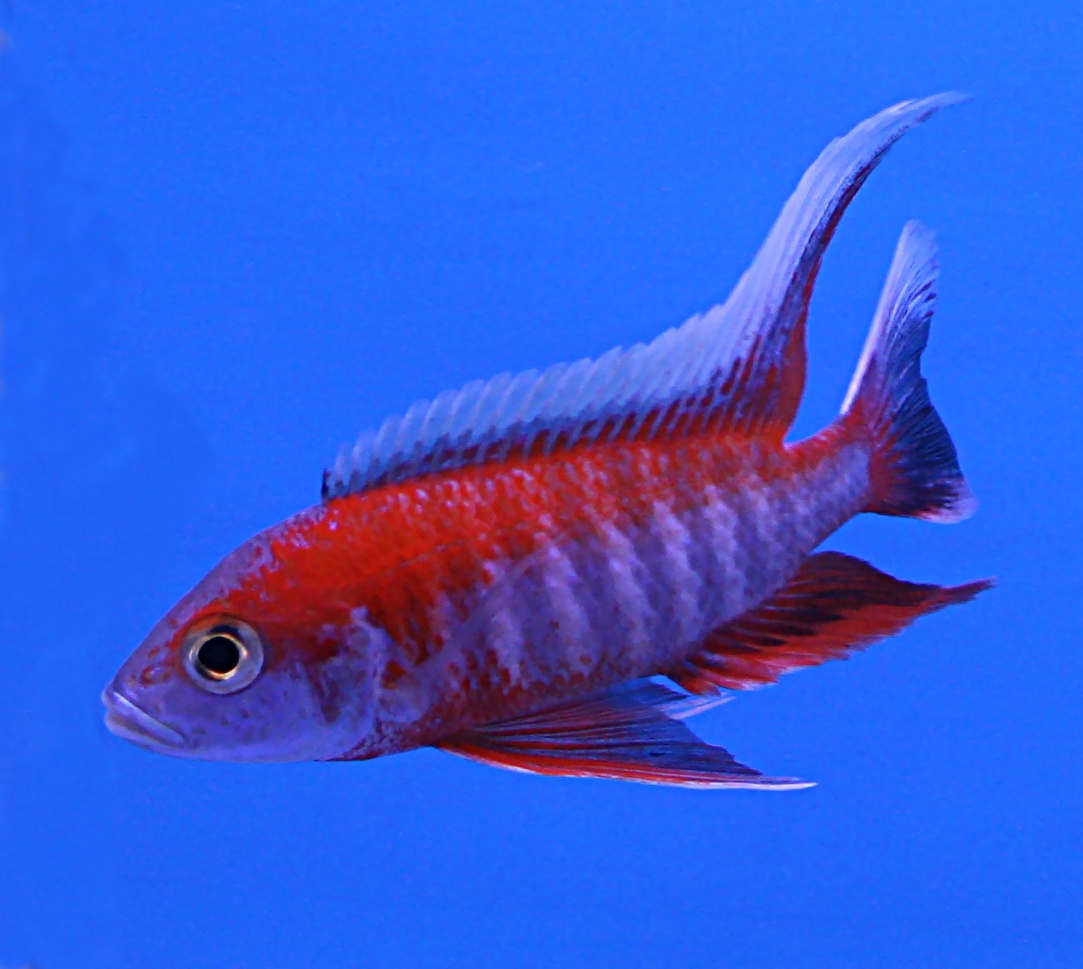
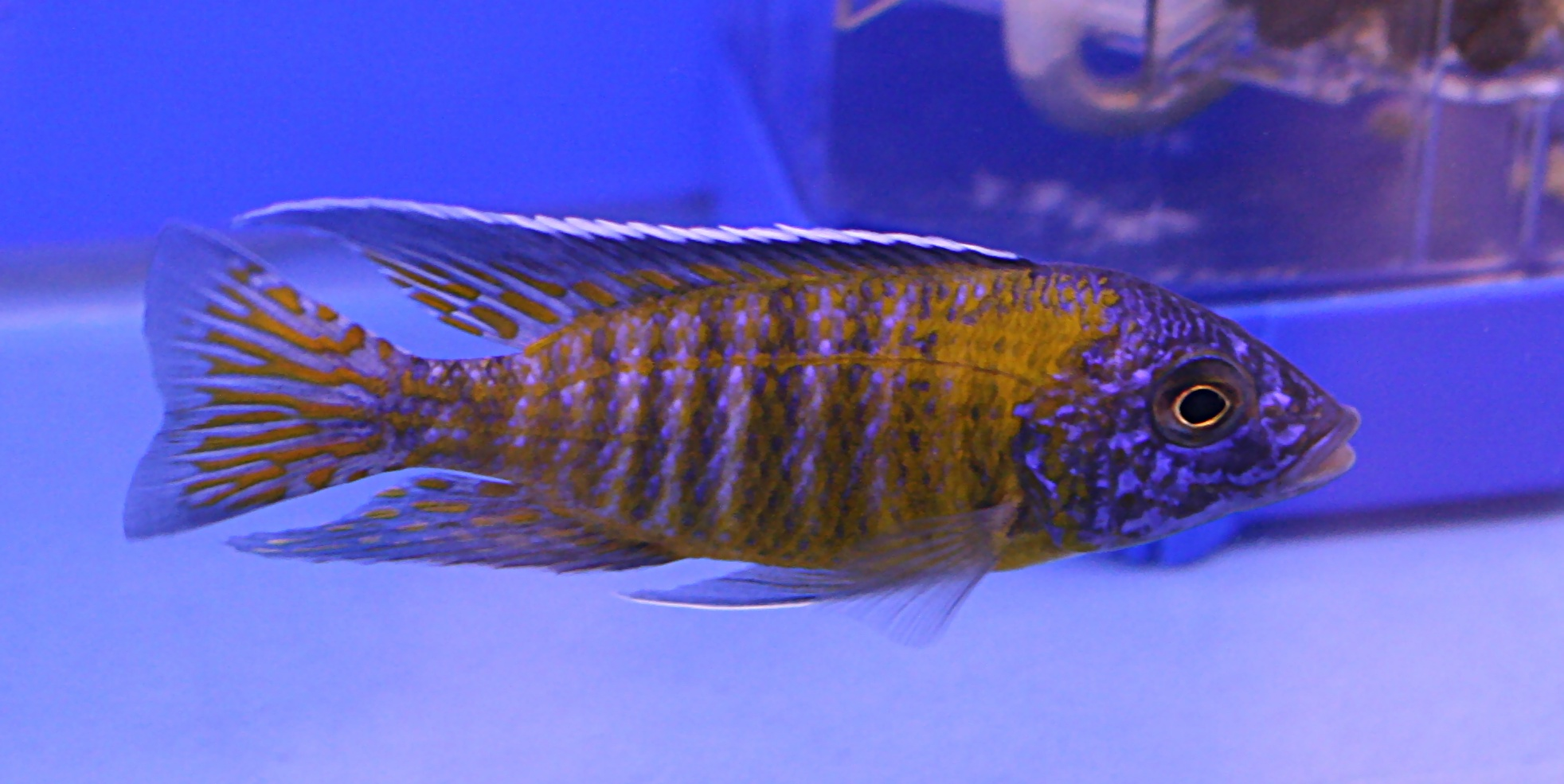
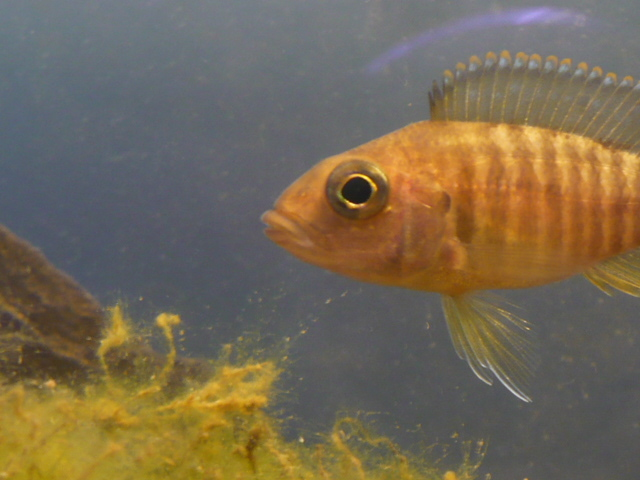